# Kościół św. Ignacego w Rzymie
Kościół św. Ignacego Loyoli na Polu Marsowym (wł. Chiesa di Sant'Ignazio di Loyola a Campo Marzio) – rzymskokatolicki kościół tytularny, zbudowany dla zakonu jezuitów.
Świątynia ta jest kościołem rektoralnym parafii Santa Maria in Aquiro oraz kościołem tytularnym.

## Lokalizacja
Kościół znajduje się w IX Rione Rzymu – Pigna przy Via del Caravita 8/A.

## Patron
Patronem świątyni jest św. Ignacy Loyola – założyciel zakonu jezuitów, żyjący w latach 1491-1556.

## Historia
Arystokratka Vittoria della Tolfa zamierzała założyć na należącej do niej nieruchomości w Rzymie klasztor klarysek. W związku z tym rozpoczęto budowę kościoła pod wezwaniem Zwiastowania dla planowanego klasztoru i do 1555 roku mury kościoła osiągnęły już połowę zakładanej wysokości. Vittoria della Tolfa zmieniła jednak zdanie i ofiarowała nieruchomość jezuitom, którzy podjęli dalsze prace nad budową kościoła w 1562 roku. Kościół został ukończony w 1565 roku. W 1571 roku Federico Zuccaro wykonał fresk w apsydzie, a w 1580 roku dodano boczne kaplice. Kościół pełnił funkcję kaplicy dla uczniów prowadzonego przez jezuitów Kolegium Rzymskiego.
Po pewnym czasie kościół okazał się za mały ze względu na dużą liczbę uczniów kolegium. W związku z tym postanowiono zastąpić go większym budynkiem. W tym celu wyburzono część kompleksu. W 1627 roku położono kamień węgielny. Sklepienie nawy zostało ukończone do 1649 roku. W 1650 roku stary kościół został zlikwidowany, a liturgię zaczęto sprawować w nawie nowego kościoła. Budowa została ukończona w 1685 roku. Freski w kaplicach bocznych, zakrystii oraz apsydzie wykonał francuski jezuita Pierre de Lattre. Jego dziełem były również ołtarze boczne. Pierwotnie planowano wybudowanie kopuły, z czego jednak ostatecznie zrezygnowano. Andrea del Pozzo wpadł na pomysł, by przykryć jej miejsce na suficie iluzjonistycznym obrazem przedstawiającym wnętrze kopuły. Pozzo wykonał fresk sklepienia nawowego między 1691 a 1694 rokiem, a w 1697 roku zaprojektował ołtarze transeptu. Jego dziełem są również freski na sklepieniu transeptu oraz w apsydzie.
W 1722 roku kościół konsekrował kardynał Antonio Felice Zondadari.
W 1853 roku na kościele założono obserwatorium astronomiczne, które zostało zlikwidowane w 1923 roku z powodu oświetlenia ulic.

## Architektura i sztuka
Swoją architekturą świątynia nawiązuje do zbudowanego pół wieku wcześniej kościoła Il Gesù. Wzniósł ją jezuita Orazio Grassi w latach 1626-1650, natomiast fasadę zaprojektował w II połowie XVII wieku Alessandro Algardi.
Kościół został zbudowany na planie krzyża łacińskiego nałożonego na prostokąt. Ma on nawę, po obu stronach której znajdują się po trzy kaplice boczne, z których każda przykryta jest własną kopułą z latarnią. Budowlę wzniesiono z cegły, natomiast detale architektoniczne wraz z fasadą są z trawertynu.

### Fasada
Fasada jest dwukondygnacyjna. Pierwsza kondygnacja jest umieszczona na niskim cokole, znajduje się na niej dziesięć korynckich pilastrów, z których dwa otaczają główne wejście, pozostałe osiem rozmieszczono w dwóch parach po obu stronach. Między tymi parami znajdują się wejścia boczne. Pilastry wspierają belkowanie, w którego fryzie umieszczono napis: S[ancto] Ignatio, Soc[ietatis] Iesu fundatori, Lud[ovicus] Card[inalis] Ludovisius S[anctae] R[omanae] E[cclesiae] Vice-Cancellar[ius], A[nno] Dom[ini] MDCXXVI. Na drugiej kondygnacji umieszczono sześć korynckich pilastrów, dwa z nich są nad pilastrami flankującymi główne wejście, cztery pozostałe są w dwóch parach w rogach zewnętrznych. Pilastry tej kondygnacji wspierają drugie belkowanie, nad którym znajduje się trójkątny fronton. W części środkowej górnej kondygnacji umieszczono okno.

### Wnętrze kościoła
Na sklepieniu znajduje się słynna kwadratura z 1685 roku jezuity Andrei del Pozzo Apoteoza św. Ignacego, która przedstawia niebo otwierające się przed ojcem założycielem. Pozzo jest również autorem iluzjonistycznej fałszywej kopuły (oryginalny obraz spłonął w XIX wieku, jego miejsce zajmuje teraz kopia). W pendentywach umieszczono postacie ze Starego Testamentu: Dawida, Samsona, Judytę i Jael.
Pozzo jest również autorem scen z życia św. Ignacego umieszczonych w apsydzie. Koncha została ozdobiona przedstawieniem patrona kościoła posługującego chorym na zarazę. Poniżej po lewej przedstawiono Św. Ignacego przyjmującego śluby od św. Franciszka Borgiasza, pośrodku Widzenie św. Ignacego, natomiast po prawej Św. Ignacego błogosławiącego Franciszka Ksawerego. Na sklepieniu prezbiterium w części przed apsydą przedstawiono św. Ignacego podczas oblężenia Pampeluny.

### Kaplice boczne
Kaplica św. Stanisława Kostki
Pierwsza kaplica po prawej stronie poświęcona jest św. Stanisławowi Kostce, malowidło z początku XVIII wieku w ołtarzu  ukazuje jego widzenie Matki Bożej, która podaje mu Dzieciątko Jezus do ucałowania. Drugim świętym na obrazie jest Jan Franciszek Regis. Mały obraz na ołtarzu przedstawia św. Krzysztofa. Dwa sztukatorskie anioły z 1763 roku są autorstwa Filippo Della Valle.
Kaplica św. Józefa (Kaplica Sacripanti)
Druga kaplica po lewej stronie poświęcona jest św. Józefowi. Aedicula jest pokryta alabastrem i liliowym marmurem. Rama ołtarza wykonana została z żółtego marmuru. Na frontonie stoją dwa stiukowe anioły. Obraz w ołtarzu przedstawiający Śmierć św. Józefa jest autorstwa Francesco Trevisani, który wykonał również freski w pendentywach i w prawej lunecie przedstawiający Ostatnią komunię św. Alojzego Gonzagi. Fresk w kopule jest dziełem Luigiego Garzi, natomiast w lewej lunecie – Giuseppe Chiari.
Kaplica św. Joachima
Trzecia kaplica po prawej stronie dedykowana została św. Joachimowi. W ołtarzu umieszczono Ofiarowanie Maryi Pozzo. Pod ołtarzem znajdują się relikwie św. Roberta Bellarmina, którego mały wizerunek umieszczono powyżej.
Kaplica św. Alojzego Gonzagi (Kaplica Lancellotti)
W prawym końcu transeptu znajduje się ołtarz zaprojektowany przez Pozzo i poświęcony św. Alojzemu Gonzadze, którego relikwie znajdują się w urnie z lapis lazuli pod ołtarzem. Relikwiarz ma okucia z pozłacanego brązu i centralną płaskorzeźbę w kolorze srebrnym. Towarzyszy mu para marmurowych puttów autorstwa Pierre’a Legrosa. Na tabernakulum umieszczono srebrną płaskorzeźbę Zmartwychwstania na tle lapis lazuli. Marmurowa płaskorzeźba ołtarzowa z 1698 roku przedstawiająca Apoteozę św. Alojzego Gonzagi jest autorstwa Pierre’a Legrosa Młodszego. Na sklepieniu znajduje się apoteoza patrona kaplicy autorstwa Pozzo, który na dziele tym umieścił również przedstawienie św. Marii Magdaleny de’Pazzi. Dwa duże marmurowe anioły z 1748 roku są autorstwa Bernardino Ludovisi.
Kaplica Ludovisi
W pomieszczeniu za prawym ramieniem transeptu obok prezbiterium znajduje się monumentalny barokowy pomnik papieża Grzegorza XV i jego bratanka kardynała Ludovico Ludovisi, dzieło Pierre’a Legrosa. Papież został ukazany siedzący na tronie, ustawionym na cokole nad sarkofagiem, nad papieżem umieszczony został baldachim okryty zwisającą z niego marmurową draperią przymocowaną do dwóch marmurowych kolumn jońskich z czerwonego marmuru. Poniżej sarkofagu umieszczono tondo z płaskorzeźbionym portretem kardynała Ludovisi trzymane przez putta. Po bokach sarkofagu siedzą dwie alegoryczne postacie.
Nad drzwiami do prezbiterium znajduje się fragment fresku z Maryją, uważany za część sceny Zwiastowania. Jest to jedyny przedmiot zachowany ze starego kościoła na swoim pierwotnym miejscu.
Posągi w rogach są autorstwa Camillo Rusconiego i przedstawiają Cnoty kardynalne. Wizerunek Chrystusa Króla jest dziełem Cesare Fracassini.

Kaplica św. Grzegorza Wielkiego
Pierwsza kaplica po lewej stronie dedykowana została św. Grzegorzowi Wielkiemu. Obraz w ołtarzu jest dziełem Pierre’a de Lattre.
Kaplica św. Franciszka Ksawerego i Franciszka Borgiasza
Druga kaplica po lewej stronie poświęcona jest świętym Franciszkowi Ksaweremu i Franciszkowi Borgiaszowi, którzy zostali przedstawieni w ołtarzu na obrazie autorstwa Pierre’a de Lattre. Ponadto na ołtarzu znajduje się mały obraz z 1854 roku Niepokalanego Serca Maryi autorstwa Pietro Gagliardi.
Kaplica krucyfiksu
Trzecia kaplica po lewej stronie poświęcona jest Ukrzyżowaniu. Została ona odnowiona w 1893 roku. Drewniany krucyfiks otoczony jest kolekcją relikwii. Na sklepieniu znajduje się fresk przedstawiający Widzenie św. Małgorzaty Marii Alacoque.
Kaplica Zwiastowania
Kaplica w lewym transepcie poświęcona jest Zwiastowaniu Najświętszej Marii Pannie. Jej projekt jest bardzo podobny do kaplicy św. Alojzego Gonzagi po przeciwnej stronie. Umieszczono tu relikwie św. Jana Berchmansa. Marmurowy ołtarz z płaskorzeźbą przedstawiającą Zwiastowanie jest autorstwa Filippo Della Valle, natomiast posągi Czystości i Pokory to dzieła Pietro Bracci, który również wykonał anioły.
Fresk na sklepieniu przedstawiający Wniebowzięcie jest autorstwa Pozzo, autorem bocznych fresków był Ludovico Mazzanti.

## Kardynałowie diakoni
Kościół św. Ignacego Loyoli na Polu Marsowym jest jednym z kościołów tytularnych nadawanych kardynałom-diakonom (Titulus Sancti Ignatii de Loyola in Campo Martio). Tytuł ten został ustanowiony 28 czerwca 1991 roku przez papieża Jana Pawła II.
- Paolo Dezza SJ (1991–1999)
- Roberto Tucci SJ (2001-2011), tytuł prezbiterialny pro hac vice (2011–2015)
- Luis Ladaria Ferrer SJ (2018-nadal)